# 电那勿
电那勿，玄奘《大唐西域记》中作提那跋，是摩尼教文字（中古波斯语）中的一个词汇，意为“传教者”或“纯净的善人”。在应用中，电那勿则可以指摩尼教的教阶之一，亦或是摩尼教分裂时代表以粟特人为主的东方摩尼教教派。

## 词义
“电那”对应摩尼教中古波斯语中的“dyn”，意为“宗教”:26；“勿”对应中古波斯语的“wrd”，意为“拿来”:4，二者连起来便有了“宗教传播者”之意，被引申为摩尼教的“僧侣”和“宣教者”。该词传入中国时，《摩尼光佛教法儀略》将该词翻译为“电那勿”，根据《仪略》的记载，摩尼建立的摩尼教体系中，电那勿属于第四级教阶“阿罗缓”（arwand）。

## 电那勿派
电那勿派（新波斯语：dīnāvarīya），是摩尼教东西方教会分裂中代表东方摩尼教的派系，也称作纯净派、东方纯净教会。公元6世纪，由于摩尼教位于巴比伦的教廷遭到萨珊王朝的残酷迫害，以及河中地区的粟特人成为摩尼教的主要信仰群体，由摩尼十二使徒末阿莫创立的中亚教团宣布脱离巴比伦教廷的管辖独立，并以电那勿派的名义活动，这一分裂一直持续到7世纪米尔（Mihr）继任摩尼教教宗。